# 사하라촌
사하라촌(佐原村)은 이바라키현 구지군에 일찍이 존재했던 촌이다.

## 지리
- 현재의 다이고정 서부에 해당한다.
- 촌 안에는 구지강 지류가 흐르고 있다.
- 야미조 산지에 위치하고 있으며, 촌은 산이 많은 지형이다.
- 촌은 도치기현과 현 경계에 위치해 있다.

## 역사
- 1889년 4월 1일 - 정촌제 시행에 의해 구지군 사하라촌이 성립하였다.
- 1955년 3월 31일 - 다이고정, 후쿠로다촌, 미야카와촌, 요리가미촌, 구로사와촌, 나미세촌, 가미오가와촌, 시모오가와촌의 일부와 합병해 다이고정이 성립하여, 사하라촌은 소멸하였다.

## 인구
| 1891년 | 1,977 |
| 1914년 | 2,935 |
| 1920년 | 2,878 |
| 1935년 | 3,225 |
| 1950년 | 3,688 |

## 참고문헌
- 角川日本地名大辞典編纂委員会『角川日本地名大辞典 8 茨城県』、角川書店、1983年 ISBN 4-04-001080-9